# Борис Трайковски
Борис Трайковски (на македонска литературна норма: Борис Трајковски) е политик, втори по ред президент на Северна Македония, от 15 декември 1999 година до 26 февруари 2004 година, когато загива в самолетна катастрофа.

## Биография
Трайковски е роден на 25 юни 1956 година в струмишкото село Моноспитово в протестантско семейство от Муртино. Завършва средно образование в Струмица, където е съученик и близък приятел на Лазар Младенов. Дипломира се от Юридическия факултет на Скопския университет през 1980 година. След това специализира икономическо право и трудово право в САЩ. Остава там и следва теология, след което става протестантски свещеник. След завръщането с в Македония до 1997 година е ръководител на правната служба на строителното предприятие Слобода в Скопие, от 1997 до 1998 година е шеф на Кабинета на градоначалника на Община Кисела вода – Скопие, а от 21 декември 1998 година е заместник-министър на външните работи на Северна Македония в дясноцентристкото правителство на Любчо Георгиевски.
Трайковски е също така председател на Комисията за външнополитически отношения на ВМРО-ДПМНЕ, главен политически съветник за външна политика на председателя на ВМРО-ДПМНЕ, член на Председателството на неправителствената организация Паневропейско движение за Република Македония, член на международната конференция: „Разрешаване на конфликти“ със седалище в Атланта, САЩ, участва на многобройни международни конференции с тема разрешаване на конфликти, религиозна толерантност, религиозна свобода, председател на младежката организация на Обединената методистка църква в Югославия повече от 12 години.